# Dominique Barella
Pour les articles homonymes, voir Barella.
Dominique Barella (né le 23 mai 1956, à Château-du-Loir) est un ancien magistrat et syndicaliste français, devenu haut fonctionnaire.

## Biographie
Il a été de 2002 à 2006 président de l'Union syndicale des magistrats (USM), dont il a conforté le statut de syndicat majoritaire[réf. nécessaire]. Son secrétaire général Bruno Thouzellier lui a succédé. 
Durant son mandat, l'USM a des relations tendues avec le ministre de l'intérieur Nicolas Sarkozy.
Après que ce dernier soit devenu président de la République, Dominique Barella critique plusieurs nominations de magistrats l'accusant d'avoir « mise la Justice aux ordres » du pouvoir exécutif. 
En 2007, il signe l'« appel des intellectuels » appelant à voter pour Ségolène Royal.
Il est l'un des principaux témoins de la crispation entre la Justice et le Gouvernement durant le quinquennat Sarkozy
Détaché depuis le 1er novembre 2006 à l'Inspection générale des affaires sociales (IGAS), il a finalement intégré ce corps, et a été consécutivement radié de la magistrature en 2014. Il est membre du Parti socialiste, rallié à Bertrand Delanoë fin mai 2008. 
Il est Directeur de la publication de eJustice.fr, moteur de recherche à destination des professionnels de la Justice. À ce titre il a saisi en janvier 2010 la Commission européenne afin que celle-ci tranche sur un éventuel abus de position dominante de Google. 
Il prend sa retraite en 2014.

## Livres
- Journal d’une justice en miettes, Éditions Hugo & Cie, 2006.
- OPA sur la Justice, Éditions Hachette, 2007.